# Terry Whitthread
Terry Whitthread (* 7. Juli 1964) ist ein ehemaliger englischer Snookerspieler, der nach dem Gewinn der English Amateur Championship 1985 zwischen 1986 und 1993 Profispieler war. In dieser Zeit erreichte er zweimal die Runde der letzten 64 eines Ranglistenturnieres und die Runde der letzten 32 des International One Frame Shoot-out 1990 sowie Rang 100 der Snookerweltrangliste.

## Karriere
Mit 14 Jahren wurde Whitthread als potenzieller neuer Jimmy White gehandelt. 1980 wurde er gegen John Parrott britischer U16-Meister, verlor aber gleichzeitig im Achtelfinale der Qualifikation für die English Amateur Championship sowie in der ersten Runde der Canadian Open. 1985 nahm der Engländer an der WPBSA Pro Ticket Series teil und erreichte neben einem Achtelfinale ein Halbfinale. Im selben Jahr gewann er gegen Robert Marshall die Süd-Hälfte der Qualifikation für die English Amateur Championship, die er im anschließenden Meisterschaftsendspiel gegen den Schotten Jimmy McNellan gewann. Deshalb durfte er noch im selben Jahr an der Amateurweltmeisterschaft teilnehmen, wo er das Viertelfinale erreichte, dort aber Paul Mifsud aus Malta unterlag. Der Versuch der Titelverteidigung bei der English Amateur Championship 1986 scheiterte im Halbfinale der Qualifikation an Jim Chambers.
Kurz danach, noch im Jahr 1986, wurde Whitthread Profispieler. Trotz seines Potenzials verlief seine Profikarriere nicht erfolgreich. Fast immer verlor er bei Ranglistenturnieren in der Qualifikation; lediglich beim Classic 1988, bei den British Open 1989 und bei den British Open 1992 erreichte er die Hauptrunde. Während er bei diesen drei Turnieren sowie bei mehreren Turnieren ohne Weltranglisteneinfluss jeweils in der Runde der letzten 64 ausschied, erzielte er sein bestes Ergebnis mit einer Teilnahme an der Runde der letzten 32 beim International One Frame Shoot-out 1990, ein Turnier, das allerdings ebenfalls keinen Einfluss auf die Weltrangliste hatte. Auf dieser kam er nie über Rang 100 hinaus, ehe er Mitte 1993, platziert auf Rang 140, seine Profikarriere beendete. Später erlitt Whitthread einen Schicksalsschlag, als seine junge Frau unter tragischen Umständen verstarb. Seitdem hat er sich vom Snooker abgewandt. Seit 2011 ist er Geschäftsleiter eines Ladekranverleihers in London.

## Erfolge
| Ausgang         | Jahr | Turnier                              | Finalgegner     | Ergebnis |
| --------------- | ---- | ------------------------------------ | --------------- | -------- |
| Amateurturniere |      |                                      |                 |          |
| Sieger          | 1980 | Britische U16-Meisterschaft          | John Parrott    | 3:1      |
| Sieger          | 1985 | English Amateur Championship – South | Robert Marshall | 8:4      |
| Sieger          | 1985 | English Amateur Championship         | Jimmy McNellan  | 13:4     |